# Йоци
Йоци (на немски: Ötzi / Oetzi) – по района на откриване Йоцтал, също Симилаунски човек (по близката планина Симилаун) и Леден човек, е добре запазена мумия на човек, живял между 3350 и 3105 година пр.н.е.
Открит е в Йоцталските Алпи (част от областта Централни Източни Алпи) през 1991 г. Първоначално е считано, че находката е на австрийска територия, по-късно се изяснява, че е на италианска територия, на стотина метра от италианско-австрийската граница. Откритието дава на науката поглед върху човека от времето на халколита (каменно-медната епоха). Това е най-старата човешка мумия, открита в Европа.
Мумията е изложена в Южнотиролския археологичен музей в гр. Болцано, административния център на провинция Южен Тирол, Италия от 1998 г.

## История
Откриване
Йоци е открит от германските туристи Хелмут и Ерика Симон близо до планината Симилаун (Similaun) и прохода Тисеньох (Tisenjoch), на 19 септември 1991 г. Мумията е открита в скален процеп в лед, размразяващ се от необичайно топлото лято. Извадена е от леда без археологически инструменти, което я наранява – повредено е бедро, по-късно е счупена ръка на тялото.
Първоначално се е смятало, че е труп от съвременната епоха. Истинската му възраст е установена в моргата в Инсбрук.
Изследване
Съдебният лекар в Инсбрук е бил склонен да освободи трупа за погребение, тъй като няма жив убиец, издирван във връзка с тялото. На 5-ия ден археологът праисторик Конрад Шпиндлер (Konrad Spindler, 1939 – 2005) от Инсбрукския университет прави първото научно изследване на доставените археологически находки – мумията, лък и други вещи около нея.
На 13 октомври с.г. учени от Института по съдебна медицина в Инсбрукския медицински университет съобщават, че след анализ на ДНК от 3700 мъже от Тирол е установена генетическа мутация у 19 от тях и у мъжа отпреди 5300 години.
Местоположение
Измерване на 2 октомври 1991 г. показва, че мястото (46°46′45.8″ с. ш. 10°50′25.1″ и. д. / 46.779389° с. ш. 10.840306° и. д.) на откриване на мумията е разположено на 92,56 метра навътре в италианската територия, определена по Сенжерменския договор от 1919 г.
Тялото по онова време вече е в Института за история на първобитното общество и ранна история на Инсбрукския университет. Властите на Южен Тирол предявяват претенции за находката, но позволяват на университета в Инсбрук да завърши изследването.
На мястото на находката е издигнат четириметров каменен паметник във формата на пирамида.

## Описание
Мумията е дълга 154 сантиметра и тежка 13 килограма. Към смъртта си човекът е бил на ок. 45 – 46 години. 
По отпечатък от връх на стрела в лявото му рамо (а и от други рани) изследователи смятат, че Йоци е бил убит. Анализи на зъбния емайл показват, че Йоци е прекарал детството си в малко селце, на север от Болцано, но по-късно се е преместил в долина, 50 km на север.
Анализи на стомашното му съдържание показват, че (най-много 8 часа) преди смъртта си Йоци е обядвал със сушено месо на дива коза и благороден елен. Тези ястия са били придружени от корени и плодове. Съдържанието на последното му ястие включва и пшеница, твърде вероятно под формата на хляб. Изследвания на проби от косата му дава данни за неговия хранителен режим месеци назад. Намереният в стомашното му съдържание полен показва, че ястията са консумирани в иглолистна гора.
В стомаха му е намерено семе от зеленчуци, вероятно култивирани. Също така е намерен и полен от габър, на няколко часа, което показва, че смъртта на Йоци е настъпила в ранната пролет. Интересното е, че други елементи от стомашното му съдържание – пшеницата и трънката, в района се събират съответно в късното лято и ранната есен, което показва, че са били част от зимнината му.
В червата на Йоци е намерен власоглав червей – вид паразит.